# Євецько-Миколаївка
Єве́цько-Микола́ївка — село в Україні, в Губиниській селищній громаді Самарівського району Дніпропетровської області. Населення за переписом 2001 року становить 352 особи.

## Географія
Село Євецько-Миколаївка знаходиться за 2 км від правого берега річки Самара, вище за течією на відстані 2 км розташоване село Івано-Михайлівка, нижче за течією на відстані 6 км розташоване село Вільне. По селу протікає пересихаючий струмок з загатою. До села примикає лісовий масив (акація, в'яз).

## Населення

### Мова
Розподіл населення за рідною мовою за даними перепису 2001 року:
| Мова            | Кількість | Відсоток |
| --------------- | --------- | -------- |
| українська      | 319       | 90.63%   |
| російська       | 17        | 4.83%    |
| вірменська      | 15        | 4.26%    |
| інші/не вказали | 1         | 0.28%    |
| Усього          | 352       | 100%     |